# Sean Talbert
Sean Talbert es un deportista estadounidense que compite en piragüismo en la modalidad de aguas tranquilas. Ganó una medalla de bronce en los Juegos Panamericanos de 2023, en la prueba de K4 500 m.

## Palmarés internacional
| Juegos Panamericanos | Juegos Panamericanos | Juegos Panamericanos | Juegos Panamericanos |
| Año                  | Lugar                | Medalla              | Competición          |
| -------------------- | -------------------- | -------------------- | -------------------- |
| 2023                 | Santiago (Chile)     | Medalla de bronce    | K4 500 m             |